# Рейес, Хосе Пилар
Хосе Пилар Рейес Рекюнес (исп. José Pilar Reyes Requenes род. 12 октября 1955, Агуаскальентес) — мексиканский футболист, вратарь. Выступал за сборную Мексики.

## Карьера
Хосе Пилар начал свою профессиональную карьеру в 1974 году, в составе мексиканского футбольного клуба «Сан-Луис», за 3 года в котором провел 38 официальных матчей.

В 1977 перещел в ФК «УАНЛ Тигрес», в котором за 6 лет провел 173 матча. В 1983 перешел в состав футбольного клуба «Тампико Мадеро», потом вернулся в «УАНЛ Тигрес». Завершил свою карьеру в футбольном клубе «Монтеррей».

С 1977 по 1981 года играл за национальную сборную.  Принимал участие в чемпионате мира 1978 года.